# Wystawa Budowlano-Mieszkaniowa BGK na Kole
Wystawa Budowlano-Mieszkaniowa BGK w Warszawie została zorganizowana w 1935 przez Bank Gospodarstwa Krajowego na terenach dzielnicy Koło w rejonie ulic Obozowej, Dobrogniewa, Dalibora i Erica Dahlberga. Dyrektorem wystawy został Tomasz Bober. Plan osiedla opracował Stanisław Brukalski, tereny zieleni Stanisław Schönfeld, natomiast poszczególne budynki mieszkalne zaprojektowali architekci: Barbara i Stanisław Brukalscy, Tadeusz Ćwierdziński, Romuald Gürtler, Tadeusz Kaszubski, Piotr Kwiek, Mieczysław Łokcikowski, Jan Łukasik, Romuald Pieńkowski, Stefan Putowski, Tadeusz Sieczkowski, Leonard Tomaszewski, Maria Wroczyńska, Wanda i Witold Wyszyńscy, Maria Zachwatowicz. Pawilony wystawowe, kioski i stoiska poszczególnych firm zaprojektowali: Stanisław Brukalski, Antoni Dygat, Jerzy Skolimowski, Andrzej Stypiński oraz Szymon Syrkus. Do prac nad wystawą przystąpiono w roku 1934. Jej uroczyste otwarcie nastąpiło 29 maja 1935 roku z udziałem m.in.: prezesa Banku Gospodarstwa Krajowego Romana Góreckiego, generała Jakuba Krzemieńskiego, generała Czesława Jarnuszkiewicza, ministra rolnictwa i reform rolnych Juliusza Poniatowskiego, ministra przemysłu i handlu Henryka Floyar-Rajchmana, ministra pracy i opieki społecznej Jerzego Paciorkowskiego, wiceministra skarbu Adama Koca, wiceprezydenta Warszawy Jana Pohoskiego. Sam termin otwarcia kilkukrotnie przesuwano, a to ze względu na strajk robotników, kapryśną aurę a także śmierć Józefa Piłsudskiego 12 maja 1935. Wystawa trwała do 15 sierpnia 1935, a od stycznia 1936 rozpoczęto sprzedaż domów.

## Opis osiedla i historia
Wejście na teren wystawy prowadziło od strony ulicy Obozowej przez reprezentacyjny portyk umieszczony w pawilonie głównym. Na wysokości bramy wybudowano przystanek tramwajowy dla specjalnej linii W, dowożącej gości z placu Teatralnego. Bilet na wystawę kosztował 1 zł.
Architektura osiedla wystawowego oddawała tendencje stylistyczne tego okresu z panującymi nurtami modernizmu o charakterze swojsko-klasycznym i międzynarodowym. Wystawa składała się z kilkunastu modelowych domów jednorodzinnych wolnostojących, szeregowych i wielorodzinnych.
Typy domów uwzględniały potrzeby przeciętnie i dobrze sytuowanej klasy średniej – głównie kadry wojskowej i urzędników państwowych. Przydomowe ogródki i funkcjonalne rozwiązania wnętrz miały na celu ułatwienie prowadzenia gospodarstwa domowego. Teren na wschód od osiedla rozparcelowano, uzbrojono i przeznaczono do zabudowy w kolejnych latach projektami domów z katalogu wystawy, co nastąpiło do roku 1939.
Wystawa BGK cieszyła się dobrą opinią krytyki i uznana została za udaną. Doceniano zwłaszcza kompleksowość programu wzorcowego budownictwa, prezentacje firm branży budowlanej i akcję dydaktyczną na temat nowoczesnego mieszkalnictwa. W swojej obszernej recenzji z wystawy, opatrzonej podtytułem Wrażenia Zygmunt Stępiński pisał:

Standaryzacja elementów podciągnięcie do wspólnego gabarytu, uszeregowanie w zdecydowanym porządku odsuwa na drugi plan mało interesujący indywidualnie wyraz pojedynczych domów, a z całą siłą
skupia uwagę na mocnej ekspresji całości zespołu. Inteligentny reżyser, mając w swym ręku aktorów nierównej klasy dał, dzięki swemu talentowi inscenizacji,
dzięki kulturze i związanemu z tem poczuciu prostoty widowisko o wysokim poziomie, które musi zebrać oklaski. Osiedle - Wystawa w całej swej skromnej skali jest właśnie najlepszej organizacji reżyserskiej wynikiem, a więc wydarzeniem nawskroś architektonicznem, we właściwem współczesnem, a jednocześnie odwiecznem dla kultury łacińskiej znaczeniu.

Rolą samego banku jako organizatora wystawy było nie tylko ożywienie krajowego budownictwa i całej koniunktury gospodarczej, ale i wspomaganie obywateli korzystnie oprocentowanymi pożyczkami na budowę własnego domu.
Koncepcja urbanistyczna wystawy jest czytelna do dziś w zachowanym układzie ulic i budynków, jednak oryginalna architektura uległa niekontrolowanej rozbudowie i przebudowie, zwłaszcza w odniesieniu do domów jednorodzinnych wolnostojących. Brakuje także pierwotnie postulowanych wspólnych ogrodów, które podzieliły płoty, tworzące prywatne zieleńce wokół domów.